# Landkreis Calw
Landkreis Calw är ett distrikt i Baden-Württemberg, Tyskland. 
1. 1 2  GeoNames, 2005, Geonames-ID: 2940384, läs online och läs online.[källa från Wikidata]